# Народни музеј у Прагу
Народни музеј (чеш. Národní muzeum) је чешка музејска институција чији је циљ систематско успостављање, припрема и јавно излагање природних научних и историјских колекција. Основао га је 1818. године Кашпар Марија фон Штернберг (чешки: Kašpar Maria Šternberk). Историчар Франтишек Палацки такође је био снажно укључен у оснивање музеја.
У Народном музеју смештено је готово 14 милиона предмета из области природе, историје, уметности, музике и библиотекарства, који се налазе у десетак музејских зграда. Главна зграда Народног музеја обновљена је у периоду 2011-2019, а сталне поставке биће тамо постепено отворене од пролећа 2020.

## Порекло
После Француске револуције, краљевске и приватне колекције уметности, науке и културе постале су доступне јавности. Почеци музеја могу се видети још давне 1796. године када је гроф Кашпар Штернберк-Мандершид и група других истакнутих племића основао приватно Друштво патриотских пријатеља уметности. Циљ друштва била је „поновна промоција уметности и укуса“, а за време Јозефа II било је непоколебљиво супротстављено цару. 1800. године група је основала Академију ликовних уметности која је обучавала студенте прогресивним облицима уметности и историје.

## Историја и временска линија
Народни музеј у Прагу основан је 15. априла 1818. Основао га је гроф Штернберк, први председник Друштва патриотског музеја који је служио као повереник и управник музеја. Музеј је у почетку био усредсређен на природне науке, делимично и због тога што је гроф Штернберк био ботаничар, минералог и угледни фитопалеонтолог, али и због става према природним наукама које је тада имао цар Јозеф II Хабзбуршки.
Музеј се првобитно налазио у палати Штернберг. Када је место постало премало за смештај музејских колекција, музеј се преселио у палату Ностиц. И она није имала довољно капацитета, што је довело до изградње нове зграде музеја на Вацлавском тргу.
Музеј је стекао историјске предмете тек 1830-их и 40-их година, са настанком романтизма. Институција музеја се све више доживљавала као центар чешког национализма. Служећи као историчар и секретар Националног музеја 1841. године, Франтишек Палацки је покушао да уравнотежи природне науке и историју, како је описао у својој расправи из 1841. године. Међутим, тек скоро век касније историјско благо Националног музеја изједначило се са његовом колекцијом артефаката природних наука.
Музеј је донео интелектуални помак у Прагу. Бохемијско племство је до овог времена било истакнуто, и политички и фискално, у академским и научним групама. Међутим, Народни музеј је створен да служи свим становницима земље. То је додатно убрзао историчар Франтишек Палацки, који је 1827. предложио да музеј објављује засебне часописе на немачком и чешком. Раније је велика већина научних часописа писана на немачком језику, али је за неколико година немачки часопис престао да излази, док је чешки часопис трајао више од једног века.
1949. године национална влада преузела је музеј и детаљно објавила његову улогу и статус у Закону о музејима и галеријама из 1959. године. У мају 1964. године музеј је претворен у организацију од пет професионално аутономних компонената, које су укључивале Природњачки музеј, Историјски музеј, Напрстеков музеј азијске, афричке и америчке културе, Националну музејску библиотеку и Централни уред музеологије. Шеста аутономна јединица, Музеј чешке музике, основан је 1976. године.

## Зграде

### Главна зграда
Главна зграда Народног музеја (Историјска зграда) налази се на горњем крају Вацлавског трга, а саградио ју је истакнути чешки неоренесансни архитекта Јосеф Шулз од 1885. до 1891. године. Пре изградње музеја, на овом месту се налазило неколико племићких палата. Изградњом сталне зграде за музеј, велики део посла, који је раније био посвећен обезбеђивању да колекције остану нетакнуте, сада је уложен у прикупљање новог материјала.
Зграда је током Другог светског рата 1945. оштећена бомбом, али колекције нису оштећене услед уклањања на обезбеђена места за складиштење. Музеј је поново отворен након интензивних поправки 1947. године, а 1960. године постављено је спољно ноћно осветљење, које је уследило након генералне поправке фасаде која се одвијала претходних година.
Током интервенције Варшавског пакта 1968. главна фасада је тешко оштећена јаком совјетском пушкомитраљезном ватром. Пуцњи су направили бројне рупе на стубовима од пешчара и гипсу, уништили камене статуе и рељефе, а такође су нанели штету у неким магацинима. Упркос генералном поправљању фасаде извршеном између 1970. и 1972. године, и даље се могу видети оштећења, због употребе светлијег пешчара за поправку рупа од метака.
Главна зграда музеја такође је оштећена током изградње прашког метроа 1972. и 1978. Отварање аутопута север-југ 1978. године са две стране зграде резултирало је одсецањем музеја од градске инфраструктуре. То је такође довело до тога да зграда трпи прекомерни ниво буке, опасно висок ниво прашине и сталне вибрације од густог друмског саобраћаја.
Због велике реконструкције, музеј је затворен између 7. јула 2011. и 28. октобра 2018. Седам милиона предмета морало је бити премештено у музејске магацине, што је названо највећим пресељењем музејских колекција у чешкој историји. У фебруару 2019. први пут је отворена купола музеја, која такође служи као видиковац са погледом на Праг. Источно двориште је такође отворено и по први пут је било наткривено, током реконструкције. Од новембра 2019. године доступан је нови подземни ходник који повезује Историјску зграду са Новом зградом.
Делимично је отворен 28. октобра 2018. Потпуни завршетак реконструкције планиран је за 2019. годину. Сталне изложбе биће постепено отворене за посетиоце у периоду 2020–2021.

### Нова зграда
Нова зграда Националног музеја (бивша зграда Federální Shromáždění) налази се поред главне зграде Народног музеја. Некадашња Прашка берза изграђена је 1937. Зграда је проширена 1968–1973 за састанке Савезне скупштине (парламента), коришћен је носач моста и у то време је био највећи вешани стаклени зид у Чехословачкој. Између 1995. и 2009. године користио ју је Радио Слободна Европа.
Министарство културе је 2000. године прогласило зграду спомеником културе. 2009. године зграда је додељена Народном музеју ради њене трајне доградње и користи се за краткотрајне изложбе. 2019. године зграда је тунелом повезана са историјском зградом. 2020. године овде би требало да буде отворена стална поставка историје 20. века.

### Остале зграде
Поред Историјске и Нове зграде, Народни музеј укључује и зграде :
- Музеј Напрстек (Праг)
- Чешки музички музеј (Праг)
- Музеј Беджиха Сметане (Праг)
- Музеј Антоњина Дворжака (Праг)
- Спомен Јарослава Јежка (Праг)
- Спомен Беджиха Сметане (Јапкењице)
- Спомен Јозефа Сука (Кречовице)
- Лапидаријум, Праг
- Национални музеј Народног музеја (Праг 5)
- Национални споменик у Виткову (У Паматнику 1990, Праг)
- Спомен Франтишека Палацког и Франтишека Ладислава Ригра (Праг)
- Музеј чешких лутака и циркуса (Прахатице)
- Дворац Врхотови Јановице

- Музеј Антоњина Дворжака
- Египатска изложба у музеју Напрстек
- Чешки музеј музике
- Музеј чешких лутака и циркуса, Прахатице
- Национални споменик у Виткову
- Дворац Врхотови Јановице

## Збирке и одељења
Народни музеј тренутно садржи неколико милиона предмета у три главна дела: музеј природе, историјски музеј и библиотека.

### Природњачки музеј
Музеј је 2010. преселио своје колекције у Праг 10, Хорни Почернице. Има одсеке за минералогију, палеонтологију, микологију, ботанику, ентомологију, зоологију и антропологију, као и научне лабораторије.

### Историјски музеј

#### Средњовековне колекције
Средњовековне колекције укључују накит, сликање на панелима, дрвене скулптуре и оружје (такође оно што се користило у хуситском покрету из 15. века). Поред своје историјске вредности, многи предмети које поседује ово одељење садрже и високу уметничку вредност. Примери драгоцених предмета укључују: сребрну тијару војводе из 12. века; средњовековни, ренесансни и барокни накит; литургијске предмете из средњовековног периода, који укључују неколико путира, реликвијар светог Елигијуса у облику митре; готске и ренесансне застакљене плочице и поплочани камен; драгоцени вез Розенберговог антепендијума датиран око 1370; и фине колекције чешког порцелана и стакла од пре 18. и 19. века, као и колекције сликаних портрета и минијатурних слика.

#### Одељења
- Одељење за праисторију и протоисторију садржи богату колекцију артефаката који су се користили у свакодневном животу пре више хиљада година. Кустоси ове колекције такође су били међу првим чешким археолозима: Ј.Л. Пич, кустос једне колекције од 1893-1911, заслужан је за спровођење првог системског истраживања археолошког поља у Чехословачкој. Одељење такође има колекције из области класичне археологије, али његова главна вредност је у документацији грчке и римске уметности и заната. Међу највреднијим предметима су насликана чинија Никостена, стаклена боца из луке Путеоло и позлаћени сребрни ритон. Збирка класичне археологије припада истом одељењу.
- Куполасти плафон Одељење за стару чешку историју окупило је бројне предмете који прате развој чешке државе почев од словенске културе 10. века па до независне републике Чехословачке 1918. године. Збирка археологије односи се на многе предмете од археолошког ископавања земље (керамика, метали, камен), артефакте сликарства, скулптуре и декоративне уметничке предмете почев од римског периода, преко готике, ренесансе и барока, па све до романтизма 19. века.
- Одељење за етнографију - циљ овог одељења је да на системски начин прикупи чињенични материјал и податке о историји и култури народа Чехословачке и других европских народа, од краја 17. века до садашњости. Велики фокус је на словенским народима. Најстарије етнографске колекције Народног музеја наслеђене су са јубиларне изложбе 1891. године, што је резултирало тиме да се већи део фокуса пребацио на протеклих пола века, а колекције одељења испуњене су једноставним дрвеним и керамичким предметима, који показују постепени прелазак са сеоског друштва на оно које се све више урбанизовало.
- Одељење за нумизматику - међу најстаријим одељењима у музеју, а основано је даром грофа Штернберка. Циљ овог одељења је сакупљање комплетне колекције законског новца који се користио у прошлој и данашњој Чехословачкој односно Чешкој. Поред тога, одељење има велики број страних колекција новчића, од којих је највреднија колекција новчића класичне антике. Заједно са прикупљањем кованица, одељење такође поседује велику колекцију медаља.
- Одељење за позориште - првобитно део Народне музејске библиотеке, основано је као посебна целина 1930. Његове прве колекције првенствено су преузете из архива два позоришта: Народног позоришта и позоришта Винохради. Следећих година оснивачи одељења Јан Бартош и његов наследник Јозеф Кнап колекције су увелико проширили. Одељење данас садржи опсежне експонате о историји позоришта у Чехословачкој, костимографије истакнутих чешких уметника, музику, сувенире и предмете из чешког позоришта лутака. Збирке првенствено садрже уметничке предмете од средине 19. века до данас, настојећи да се експонати одељења увећају објектима од 18. века.

#### Архива
Архива садржи ретке карте и рукописе чешке историје од 11. до 20. века; многи од тих древних предмета су дигитализовани. Збирка личне заоставштине садржи писане изворе познатих личности чешке историје, а колекција печата обухвата око 3.000 комада.